# Антоніо Паскуллі
Антоніо Паскуллі (італ. Antonio Pasculli, 13 жовтня 1842, Палермо, Сицилія, Італія — 23 лютого 1924, у тому ж місті) — італійський композитор, гобоїст-віртуоз, якого називали «Паганіні гобоя».
Його творчість була тісно пов'язана з оперною музикою. Серед його творів велика кількість фантазій, концертів для гобоя та фортепіано (арфи) на теми з опер відомих композиторів: Сомнамбула (1831), «Пірат» (1827) — Вінченцо Белліні; Любовний напій (1832), «Полієвкт» (1838), «Фаворитка» (1840) — Гаетано Доніцетті; Ріголетто (1851), «Травіата» (1853), «Сицилійська вечірня» (1855), «Бал-маскарад» (1859) — Джузеппе Верді.
Антоніо Паскуллі був віртуозним гобоїстом, і це знайшло підтвердження у його творах, які наповнені арпеджіо, трелями, секвенціями і вимагають від музиканта віртуозної гри на інструменті та володінням технікою неперервного дихання. Одним із його віртуозних творів є етюд для гобоя і фортепіано «Бджола» (Etude caractéristique per oboe e pianoforte «Le Api») написаний у 1874 році, який нагадує «Політ джмеля» (1897) Миколи Корсакова.

## Твори

### Камерні твори
- Ricordo Di Napoli, скерцо «Brillante», для гобоя та фортепіано
- Фантазія на теми з Доніцетті «Полієвкт», для гобоя та фортепіано
- Фантазія на теми з Мейербера «Гугеноти», для гобоя і фортепіано
- Ommagio Белліні на теми з опери «Пірат» і «Сомнамбула», для англійського ріжка та арфи
- Великий концертний секстет (на теми з опери Россіні «Вільгельм Телль») (обр. В. Renz)

### Оркестрові твори і концерти
- Концерт на теми Доніцетті «Фаворитка», для гобоя та фортепіано
- Великий концерт на теми з опери Верді «Сицилійська вечірня», для гобоя та симфонічного оркестру[2]
- Концерт на теми Доніцетті «Фаворитка», для гобоя і фортепіано
- Концерт на теми з опери Доніцетті «Фаворитка», для гобоя та струнних[3]

### Інші твори
- «Бджола» (Le Api) для гобоя та фортепіано.